# 恩西索
恩西索，是西班牙拉里奥哈自治区的一个市镇。总面积70平方公里，总人口170人（2001年），人口密度2人/平方公里。